# Veedersburg
Veedersburg is een plaats (town) in de Amerikaanse staat Indiana, en valt bestuurlijk gezien onder Fountain County.

## Demografie
Bij de volkstelling in 2000 werd het aantal inwoners vastgesteld op 2299.
In 2006 is het aantal inwoners door het United States Census Bureau geschat op 2233, een daling van 66 (-2,9%).

## Geografie
Volgens het United States Census Bureau beslaat de plaats een oppervlakte van
7,0 km², geheel bestaande uit land. Veedersburg ligt op ongeveer 199 m boven zeeniveau.

## Plaatsen in de nabije omgeving
De onderstaande figuur toont nabijgelegen plaatsen in een straal van 16 km rond Veedersburg.